# ESS-gymnasiet

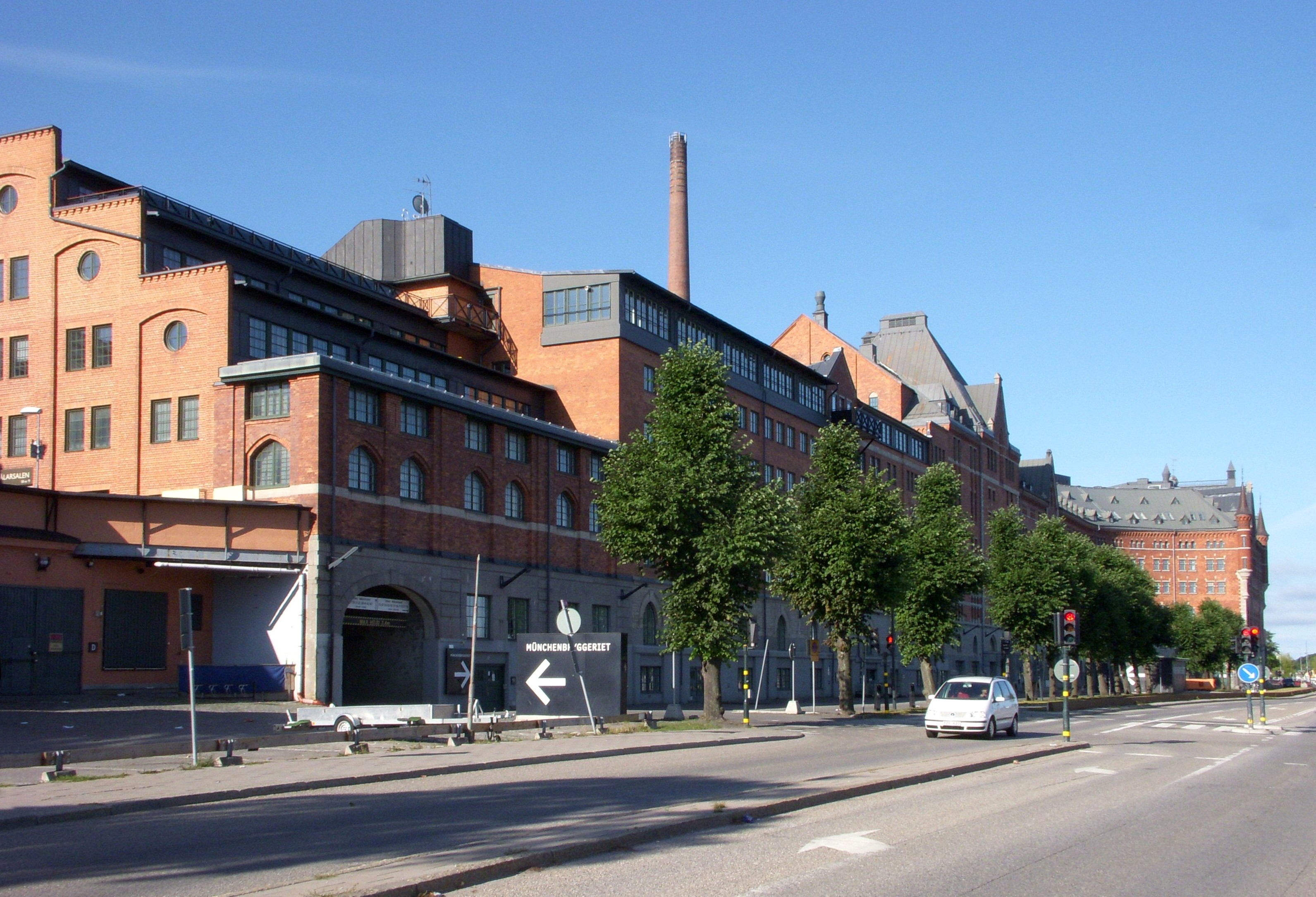
Munchenbryggeriet, där skolan har sina lokaler.

ESS-gymnasiet är en gymnasieskola med specialpedagogisk profil som drivs av Stockholms kommun. Skolan har bred kunskap om olika arbetssätt och metoder, funktionsnedsättningar och olika sorters anpassningar. Skolan arbetar med att ge varje elev det eleven behöver i form av alternativa verktyg som, till exempel, inlästa läromedel. Det visar sig ofta att det som är bra för en elev med en funktionsnedsättning är bra för flera elever. På ESS-gymnasiet finns ett elevhälsoteam bestående av skolsköterska, psykolog, specialpedagoger, kuratorer och studie- och yrkesvägledare till hjälp för elever, lärare, skolledning och vårdnadshavare.

## Utbildningar
- Samhällsvetenskapligt program med inriktningen beteendevetenskap.
- Preparandutbildning, ett 1-årigt IM-program för elever som saknar något/några betyg från grundskolan för att få gymnasiebehörighet.
- Språkintroduktion, ett IM-program som vänder sig till nyanlända elever i gymnasieåldern men som saknar gymnasiebehörighet.
- Individuella Alternativet, ett IM-program för studiemotiverade elever som inte har gymnasiebehörighet och som kan behöva mer än ett år för att slutföra sin grundskoleutbildning.